# Thanh Giang Phố
Thanh Giang Phố (chữ Hán phồn thể:清江浦區, chữ Hán giản thể: 清江浦区) là một quận thuộc địa cấp thị Hoài An, tỉnh Giang Tô, Cộng hòa Nhân dân Trung Hoa. Quận này có diện tích 294 ki-lô-mét vuông, dân số năm 2001 là 310.000 người. Quận này có hệ thống giao thông thủy phát triển, có Kinh-Hàng Đại Vận Hà, Lý Vận Hà… Về mặt hành chính, quận này được chia thành các đơn vị hành chính gồm 4 nhai đạo biện sự xứ, 3 trấn, 2 hương.
- Nhai đạo: Thanh Giang, Thanh An, Áp Khẩu, Phố Lâu.
- Trấn: Vũ Đôn, Hòa Bình, Diêm Hà.
- Hương: Hoàng Mã, Thành Nam.